# سیارک ۹۶۲۱
سیارک ۹۶۲۱ (به انگلیسی: 9621 Michaelpalin، نامگذاری:1993FT26) نه هزار و ششصد و بیست و یکمین سیارک کشف شده‌است که در ۲۱ مارس ۱۹۹۳ کشف شد.
قدر مطلق سیارک برابر ۱۴٫۷۰ است.